# Parasemia scudderi
Parasemia scudderi är en fjärilsart som beskrevs av Alpheus Spring Packard 1864. Parasemia scudderi ingår i släktet Parasemia och familjen björnspinnare. Inga underarter finns listade i Catalogue of Life.